# Gin

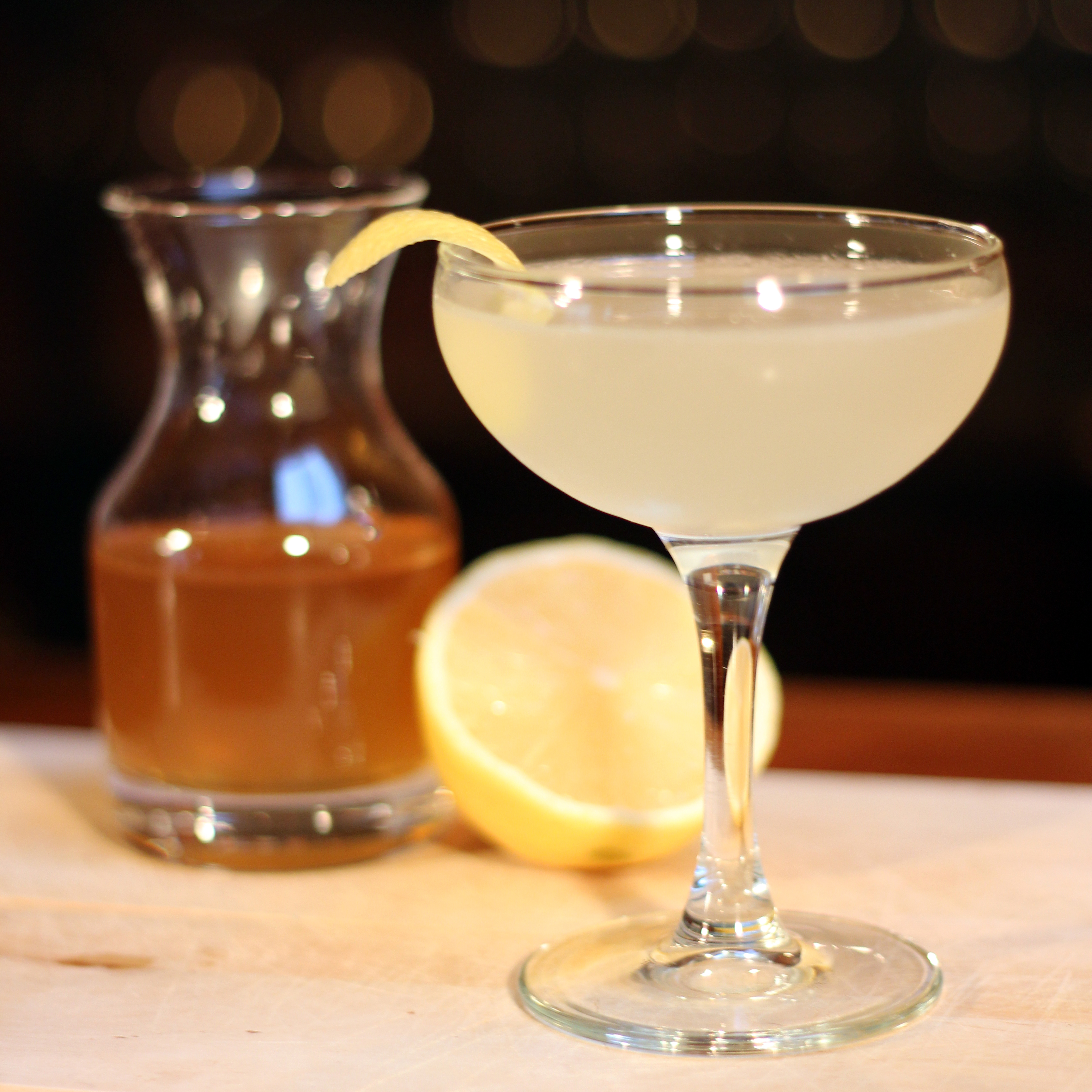
Un cocktail Bee's Knees fatto con gin, miele e succo di limone

Il gin è una bevanda alcolica, solitamente incolore, ottenuta per distillazione di un fermentato ricavato solitamente da cereali in cui viene messa a macerare una miscela di varie botaniche (possono arrivare fino a 80).
Tra queste devono essere sempre presenti i galbuli di ginepro che caratterizzano il profumo e il gusto. Il nome del distillato deriva proprio da questa pianta.

## Storia

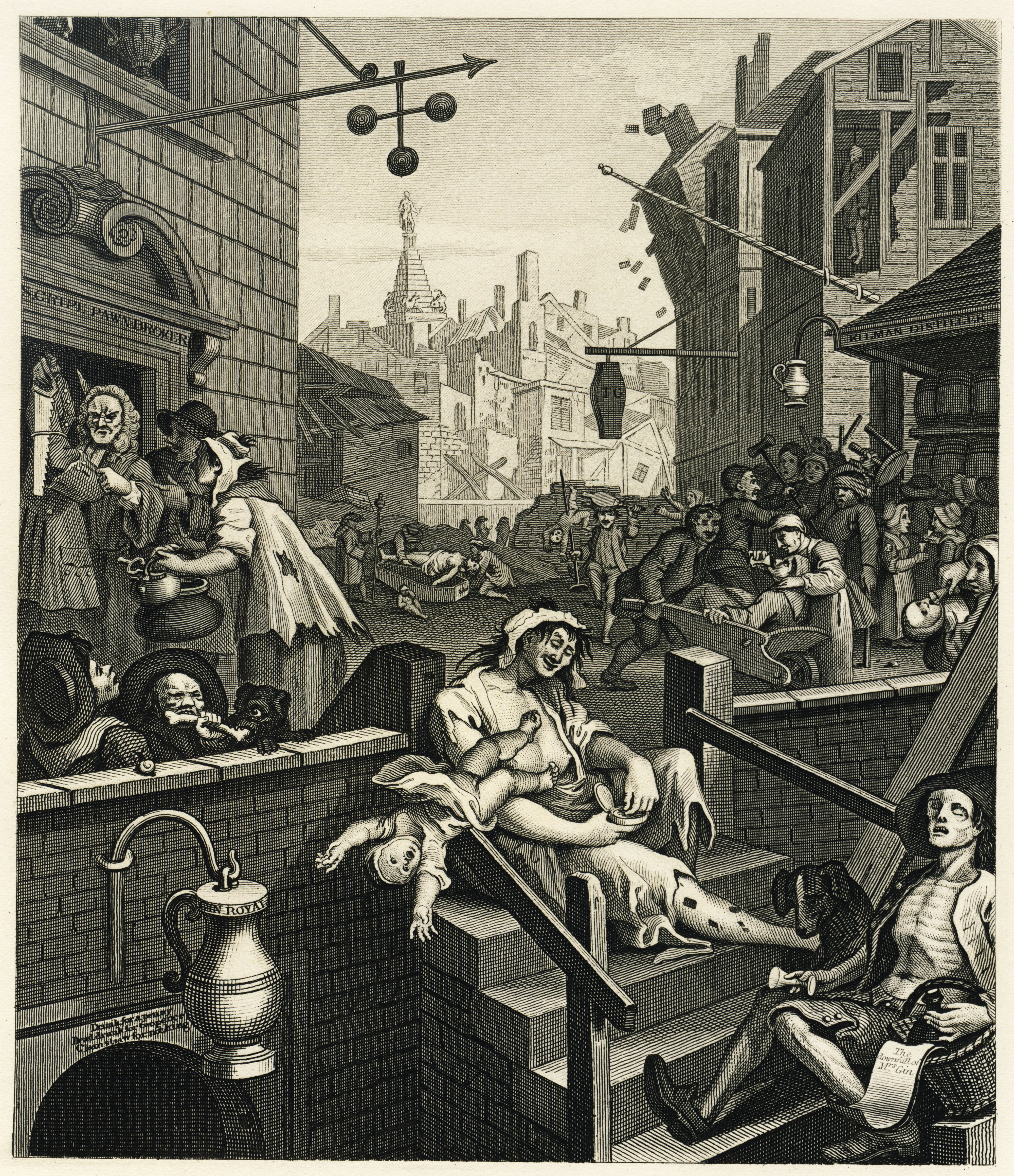
William Hogarth, La strada del Gin, 1751

I primi protogin sono stati prodotti in Italia, a Salerno, presso la scuola medica salernitana. Questi monaci, che per primi realizzarono un orto botanico (detto Giardino dei Semplici) per approvvigionarsi delle materie prime da distillare, hanno condotto i primi esperimenti dove dell'alcol base veniva distillato insieme a coccole di ginepro. Il fine non era ottenere una bevanda ludica, ma trasmettere le proprietà mediche del ginepro, per fare una medicina che fosse facilmente trasportabile e utilizzabile durante tutto l'anno. 
La formulazione del gin è stata modificata poi nei Paesi Bassi verso la metà del Seicento a opera di un medico dell'Università di Leida, Francisco Della Boe, meglio noto come Franciscus Sylvius, il cui intento era quello di trovare un rimedio per curare i soldati olandesi che si ammalavano di febbre nelle Indie orientali.
Dall'Olanda il gin si diffuse sempre più in Inghilterra, la quale raggiunse l'apice della produzione allorché Guglielmo III di Orange nel 1690 vietò l'importazione di distillati stranieri, primo fra tutti il cognac degli acerrimi nemici francesi, favorendo così l'utilizzo delle eccedenze di cereali per la produzione di alcool da destinare alle distillerie di gin. La produzione divenne così importante che addirittura si arrivò a utilizzare tale bevanda come parte del salario da destinare agli operai; le conseguenze furono gravi e importanti soprattutto dal punto di vista sociale per l'aumento del tasso di alcolismo nella popolazione più povera con notevoli ripercussioni di ordine pubblico e di sicurezza. Il governo inglese tentò di porvi rimedio con le Gin Acts ma senza successo.
Le bacche di ginepro danno al distillato un tipico profumo e sapore facilmente riconoscibile. Il disciplinare dell'Unione europea nr. 110 del 2008 prescrive che il sapore del ginepro debba essere predominante. Il gin trova ampio uso nella preparazione di cocktail.

## Produzione

### Botaniche
Le botaniche (in inglese botanicals) sono le erbe, spezie e gli aromi inseriti a macerare dopo la distillazione, usati per fornire al prodotto uno specifico sapore. La botanica principale e determinante è il ginepro sotto forma di bacche. Sono numerose le possibili botaniche che si possono adoperare: devono essere un minimo di 7 ad un massimo di 47, da qui il nome del gin, "Monkey 47". Le principali botaniche sono:
- Ginepro: il ginepro (Juniperus communis) è la conifera che fornisce l’ingrediente principale che nei gin deve essere presente per legge: il ginepro. Un gin senza ginepro non può essere un gin. A differenza di quanto si pensa quelle che si usano non sono bacche ma semi succosi che conferiscono al gin il suo sapore resinoso.
- Semi di coriandolo: è la seconda botanica per importanza, con le sue note citriche, speziate e, ogni tanto anche, floreali donano al distillato corpo e intensità. La provenienza di questi semi è molto importante: se provenienti dal Marocco hanno un aroma dolce, speziato e floreale; se provenienti dalla Russia sono molto oleosi e un aroma citrico; dall’India sono più leggeri e così via.[2]
- Radici di angelica: l'angelica (Angelica archangelica) fa parte della famiglia delle Apiaceae (come le carote e il sedano). Nel gin l’angelica aggiunge note secche di terra e legno. Spesso è indicata come la botanica che conferisce secchezza al distillato. È importante perché lega insieme i sapori del gin mantenendone l’integrità.
- Iris germanica: questa botanica viene usata nei gin più per le sue qualità di unione che di sapore. Questa radice infatti aiuta a ridurre la volatilità del gin, unendo tra loro i diversi aromi delle altre botaniche e aiutando lo spirito a mantenere integro il suo gusto più a lungo.
- Scorza di agrumi: non è presente in tutti i gin, ma in molti prodotti di prestigio, tra cui Plymouth e Beefeater; la scorza usata è quella di limone o arancia.

Le sopra indicate sono solo alcune tra le principali ma tra le altre è anche importante ricordare: cannella, mandorle, liquirizia, noce moscata e cardamomo.

### Tipologie
L'Unione europa ha classificato il gin in diverse categorie con il Regolamento (UE) 2019/787: gin, gin distillato, gin London Dry, e sloe gin.
Il gin è la bevanda ottenuta mediante aromatizzazione, con bacche di ginepro comune (Juniperus communis) ed altre botaniche, di un distillato neutro di origine agricola, con una gradazione minima del 96%, con un gusto predominante del ginepro. Questa bevanda può quindi essere prodotta per infusione o aggiungendo aromi ed essenze all’alcol, senza prevedere una distillazione dell'intera miscela. La bevanda finale deve essere poi imbottigliata con un rapporto alcol/volume di almeno 37,5%.
Il gin distillato si ottiene distillando nuovamente uno spirito rettificato al 96%, assieme a bacche di ginepro e altre botaniche e aromi naturali, a condizione che il sapore di ginepro sia sempre predominante. Il prodotto finale deve avere almeno il 37,5% di alcol, e prima di essere imbottigliato può essere diluito o con acqua o addizionato con altro spirito rettificato. Nella precedente normativa era presente anche il Plymouth Gin, che può essere prodotto solo nell'omonima cittadina, da una sola distilleria.
Il London Dry Gin è identico a un gin distillato, con l'eccezione che qui non si possono aggiungere aromi o altri ingredienti prima dell'imbottigliamento; nonostante riporti il nome London, può essere prodotto ovunque nel mondo. Mentre originariamente il London Gin poteva essere prodotto solo con alambicchi tradizionali, l'attuale normativa non prevede quest'obbligo. Può essere aggiunta la dicitura "dry", a significare l'aggiunta di massimo 0,1 g/l di dolcificante.
Lo Sloe Gin, infuso con prugnole selvatiche, non può essere considerato un gin aromatizzato ma un liquore, in quanto dolce e con una gradazione alcolica inferiore, solitamente intorno ai 28%.
Un'altra tipologia di gin, non prevista dal regolamento UE, è l'Old Tom Gin, versione più dolce del London Dry Gin, dove viene impiegato sciroppo a base di glucosio; era il gin originale usato per il popolare cocktail Tom Collins.
Il regolamento europeo prevede inoltre vari altri spiriti aromatizzati al ginepro, prodotti aggiungendo aromi naturali, o identici a quelli naturali; devono essere imbottigliati con un rapporto alcol/volume del 30%. Rientra in questa categoria il jenever, che negli ultimi anni sta vivendo un ritorno di popolarità dovuto al suo uso in miscelazione.

## Cocktail

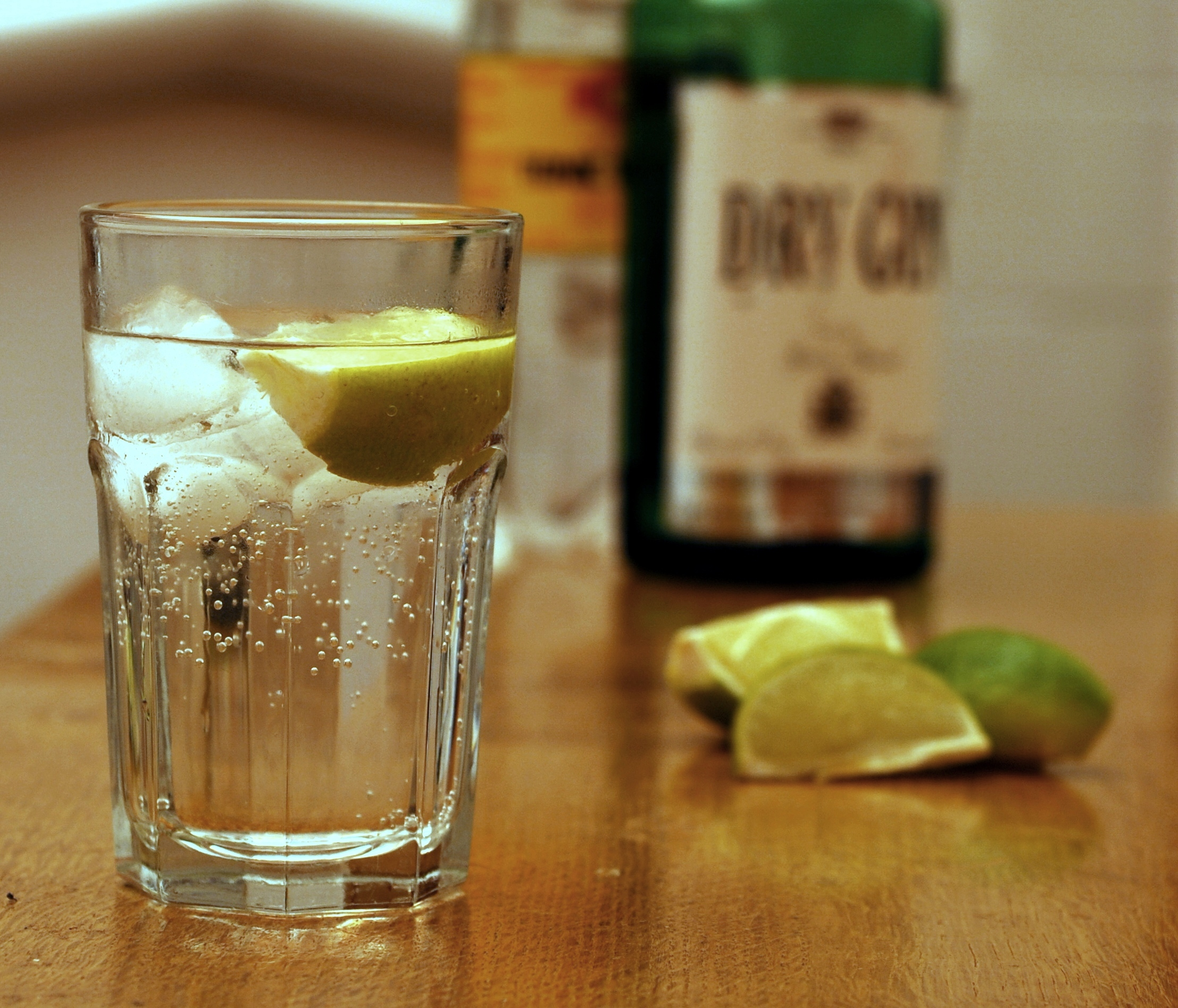
Gin tonic.

Il gin viene usato per la preparazione di numerosi cocktail:
- Gin and french - cocktail a base di gin e vermut dry
- Gin Fizz - long drink a base di gin, succo di limone, sciroppo di zucchero e soda
- Gin lemon - long drink a base di gin e limonata
- Gin sour - cocktail a base di gin, succo di limone e sciroppo di zucchero
- Gin tonic - long drink a base di gin e acqua tonica
- Albatros - cocktail a base di gin e Cointreau
- Martini Cocktail - cocktail a base di gin e vermut dry
- Negroni - gin, bitter e vermut rosso
- Angelo azzurro - cocktail a base di gin, Cointreau, blue curaçao e succo di limone.
- Clover Club - cocktail a base di gin, succo di lampone, succo di limone e albume d’uovo
- White lady - cocktail a base di gin, triple sec e succo di limone fresco
- London Mule - cocktail a base di gin, ginger beer, succo di lime, buccia di cetriolo, zenzero, miele

## Letteratura
Nel romanzo distopico 1984 di  George Orwell, ambientato in Inghilterra, il consumo giornaliero di gin è quasi obbligatorio per la popolazione, essendo anche una parte consistente delle razioni alimentari elargite dal governo. Da citare anche il romanzo fantascientifico "l'uomo che cadde sulla terra" e il suo protagonista T.J. Newton, consumatore assiduo di Gin durante il suo soggiorno sulla terra.